# 东宫古地
东宫古地位于福建省晋江市金井镇金井社区井尾旧街，是一座历史悠久的妈祖庙，始建于宋代，1914年重修。台湾的宗教文化交流团常来此庙进香。
2007年6月7日，东宫古地公布为晋江市文物保护单位。